# Manu Katché

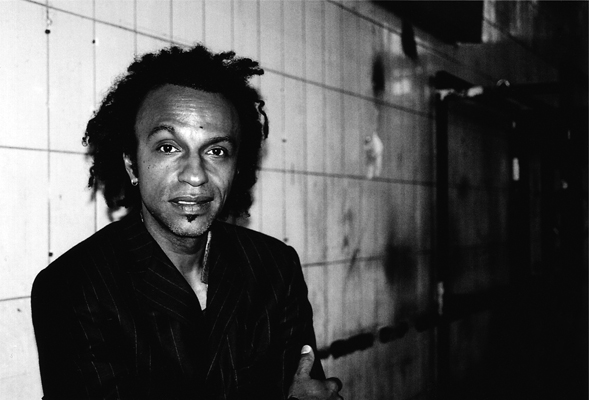
Manu Katché.

Manu Katché (Saint-Maur-des-Fossés, 27 de octubre de 1958) es un percusionista y compositor de canciones francés. Posee gran prestigio en su ámbito instrumental y ha acompañado a artistas de la talla de Peter Gabriel, Dire Straits, Sting, Bee Gees, Mango, Claudio Baglioni, Jan Garbarek o Joe Satriani.

## Discografía
- It's About Time (1992)
- Neighbourhood (2005)
- Playground (septiembre de 2007)
- Third Round (marzo de 2010)
- Unstatic (2016)
- The Scope (2019)